# E Street Band
La E Street Band è un gruppo musicale statunitense, band di supporto del cantante rock Bruce Springsteen.
La prima formazione stabile risale al 1972, anno della registrazione del primo disco di Springsteen, ma il nome E Street Band ha cominciato ad essere utilizzato pubblicamente a partire dall'estate del 1974. Alcuni dei musicisti suonavano già con Springsteen in precedenza, in quella che era nota come Bruce Springsteen Band e, prima ancora, in altre formazioni dalla vita breve che anticiparono l'epoca del successo del cantautore del New Jersey, come gli Steel Mill. Anche se con lunghe pause e vari cambi di formazione, la band ha continuato ad accompagnare The Boss nella registrazione di molti dei suoi dischi e nelle tournée per tutta la sua carriera.
Nato dalle ceneri di varie formazioni costituite da musicisti provenienti dall'area di Asbury Park, località balneare della costa del New Jersey dove Springsteen mosse i suoi primi passi, il gruppo si è sempre contraddistinto per la profonda amicizia che lega i suoi membri e il loro leader in una dimensione quasi familiare. Di particolare rilievo è il fatto che il cantautore, pur firmando solo con il proprio nome i dischi in studio, dove gli altri membri sono di norma indicati individualmente, costituì con il gruppo un sodalizio pressoché stabile nell'attività concertistica, presentandosi al pubblico come "Bruce Springsteen & the E Street Band".
Grazie alla notorietà e alla reputazione conseguite lavorando con Springsteen, i singoli membri hanno avviato progetti solisti e hanno collaborato o partecipato come ospiti in lavori di molti artisti di primo piano.

## Storia

### Gli Steel Mill
Il primo abbozzo di quella che sarebbe divenuta la E Street Band risale al 1969 quando Bruce Springsteen incontrò il batterista Vincent "Mad Dog" Lopez all'Upstage, un locale di Asbury Park frequentato dai musicisti che presto avrebbero dato vita al movimento musicale attivo nel Jersey Shore, l'area costiera del New Jersey, e da molti dei futuri membri del gruppo. Springsteen era già considerato il più abile chitarrista di Asbury Park e fu invitato a unirsi ai Child, un gruppo rock blues che comprendeva Lopez, il tastierista Danny Federici e Vinny Roslyn al basso. Poiché il nome era già utilizzato, fu presto cambiato in Steel Mill.
Gli Steel Mill divennero presto popolari sulla costa del New Jersey e nell'inverno del 1970 suonarono anche in California, nella zona della Bay Area, dove ottennero anche un'entusiastica recensione sul San Francisco Examiner dopo una esibizione al Matrix di Berkeley, un locale hippie di proprietà di Marty Balin cantante dei Jefferson Airplane. A San Francisco fecero anche un provino al Fillmore e registrarono alcune demo per Bill Graham che offrì loro anche un contratto discografico. Springsteen e i suoi rifiutarono, pare per l'esigua offerta economica, e tornarono sulla Costa Est.
Roslyn fu sostituito al basso da Steven Van Zandt e gli Steel Mill, che nel frattempo avevano aggiunto all'organico Robbin Thompson, il cantante della band che di solito apriva i loro concerti, i Mercy Flight, continuarono ad esibirsi e ad avere un discreto successo fino all'inizio del 1971 quando Springsteen sciolse il gruppo. L'ultima esibizione fu il 23 gennaio e per tutti i primi mesi di quell'anno Springsteen e gli altri si esibirono sotto diversi nomi all'Upstage e in altri locali dello shore. Nelle band di volta in volta capitanate da Springsteen e Van Zandt si esibivano spesso anche John Lyon, cantante e armonicista poi noto come Southside Johnny, e altri musicisti della zona. A marzo Springsteen e i suoi amici di Asbury Park aprirono anche una serata per la Allman Brothers Band.
Un gruppo allargato e numeroso noto come Dr. Zoom and the Sonic Boom realizzò due date nel maggio di quell'anno e nello stesso periodo si esibì la Sundance Blues Band, capitanata da Van Zandt con Southside Johnny all'armonica, Garry Tallent al basso, Vini Lopez alla batteria, Joe Hastrom alla chitarra presto sostituito da Springsteen. I Dr. Zoom and the Sonic Boom rappresentarono il passaggio dal suono heavy metal degli Steel Mill a quello che renderà poi famosa la E Street Band. Le esibizioni del gruppo furono atipiche e particolari per la presenza di un gran numero di musicisti che si alternavano sul palco, ma sono ricordate anche per alcune stranezze: ad esempio chi non sapeva suonare rimaneva sul palco a giocare a Monopoly.

### La Bruce Springsteen Band

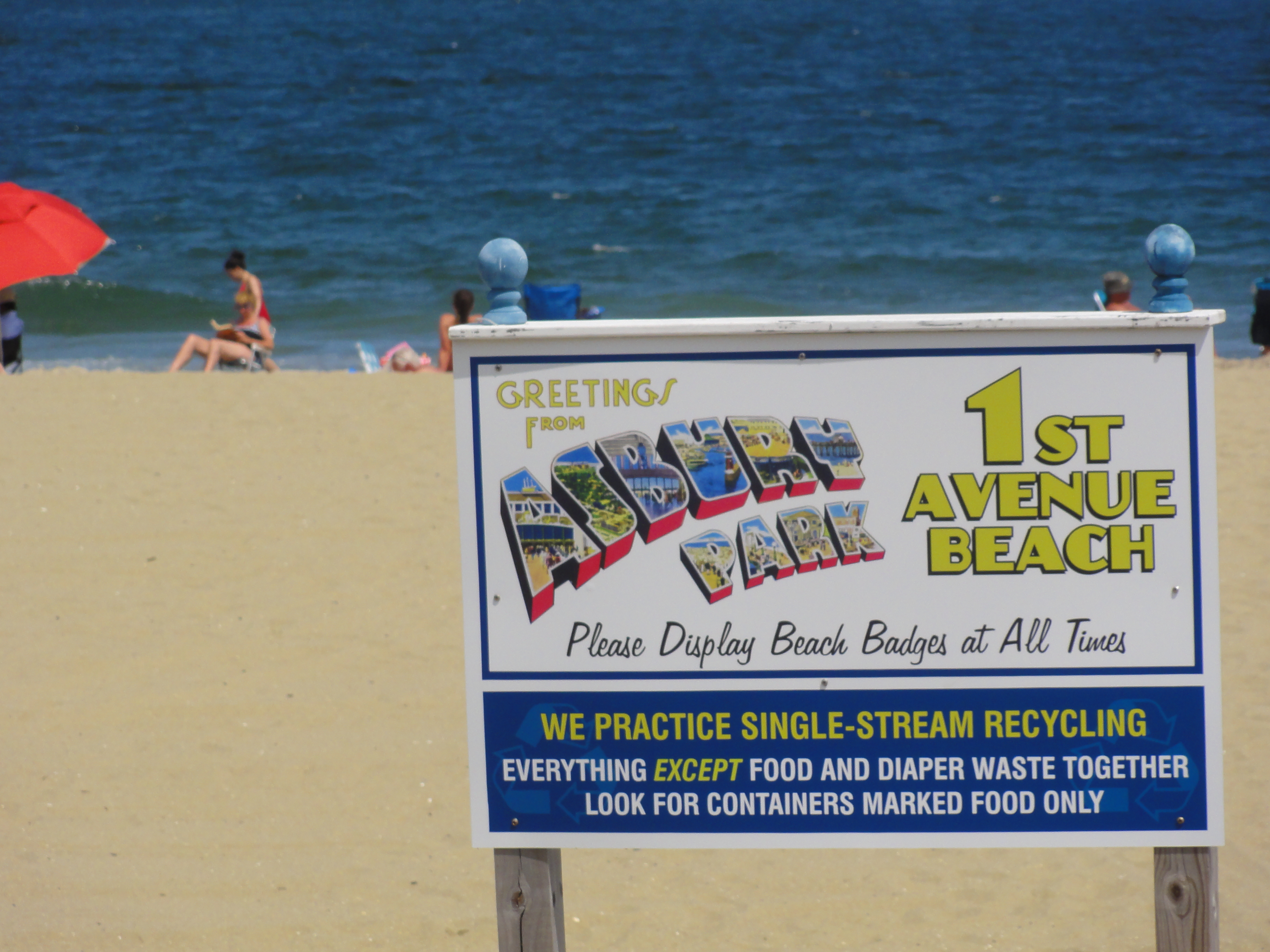
Una insegna sulla spiaggia di Asbury Park che richiama la copertina del primo album di Bruce Springsteen.

Springsteen decise di formare un gruppo più grande, di dieci elementi, con una sezione di fiati e un coro femminile. Embrione iniziale del progetto furono proprio Dr. Zoom and the Sonic Boom. La formazione inizialmente era piuttosto eterogenea, anche se poi si stabilizzò intorno ad un nucleo formato dai vecchi membri degli Steel Mill a cui si aggiunsero il chitarrista e tastierista di estrazione jazz David Sancious e Tallent al basso. Il repertorio del gruppo si avvicinò maggiormente al rhythm and blues, sia per la presenza dei fiati che per l'influsso di Van Zandt, grande amante del genere.
La formazione a dieci durò poco per mancanza di ingaggi e col nome di Bruce Springsteen Band si ridusse a un quintetto comprendente il leader, Sancious, Tallent, Van Zandt e Lopez a volte accompagnati da una sezione di fiati. Il nuovo gruppo esordì il 10 luglio 1971 e rimase insieme fino all'aprile del 1972. La band eseguiva nuove composizioni di Springsteen e cover mescolando rock 'n' roll, rhythm 'n' blues e soul prendendo come modello in particolare la musica di Van Morrison.
Dopo l'audizione con John Hammond del maggio 1972 che lo portò a firmare per la Columbia Records, Springsteen entrò in sala di incisione per la realizzazione del suo primo album, Greetings from Asbury Park, N.J., pubblicato nel gennaio del 1973. Per l'occasione la casa discografica, convinta di trovarsi di fronte a un musicista di estrazione folk che sarebbe stato lanciato come il "nuovo Dylan", pensava di affiancargli un gruppo di rodati session men. Invece, nelle tre settimane dedicate all'incisione, Springsteen scelse di farsi accompagnare dal gruppo di suoi amici di Asbury Park, Sancious, Tallent e Vini Lopez. Steven Van Zandt, impegnato altrove (era rimasto con Southside Johnny in varie band che poi sarebbero sfociate negli Asbury Jukes), fece in tempo a partecipare solo alla registrazione di alcuni effetti sonori nel brano Lost in the Flood. Springsteen ingaggiò anche il sassofonista Clarence Clemons per suonare in due pezzi. Springsteen, Van Zandt e Clemons si erano già incrociati in passato nei locali del Jersey Shore, ma l'ingresso nel gruppo del sassofonista fu raccontato in varie versioni diverse e mitizzato al punto di diventare parte della storia della canzone Tenth Avenue Freeze-Out. Lo stesso Clemons ne diede una versione quasi leggendaria nella sua biografia.

### Il nuovo gruppo

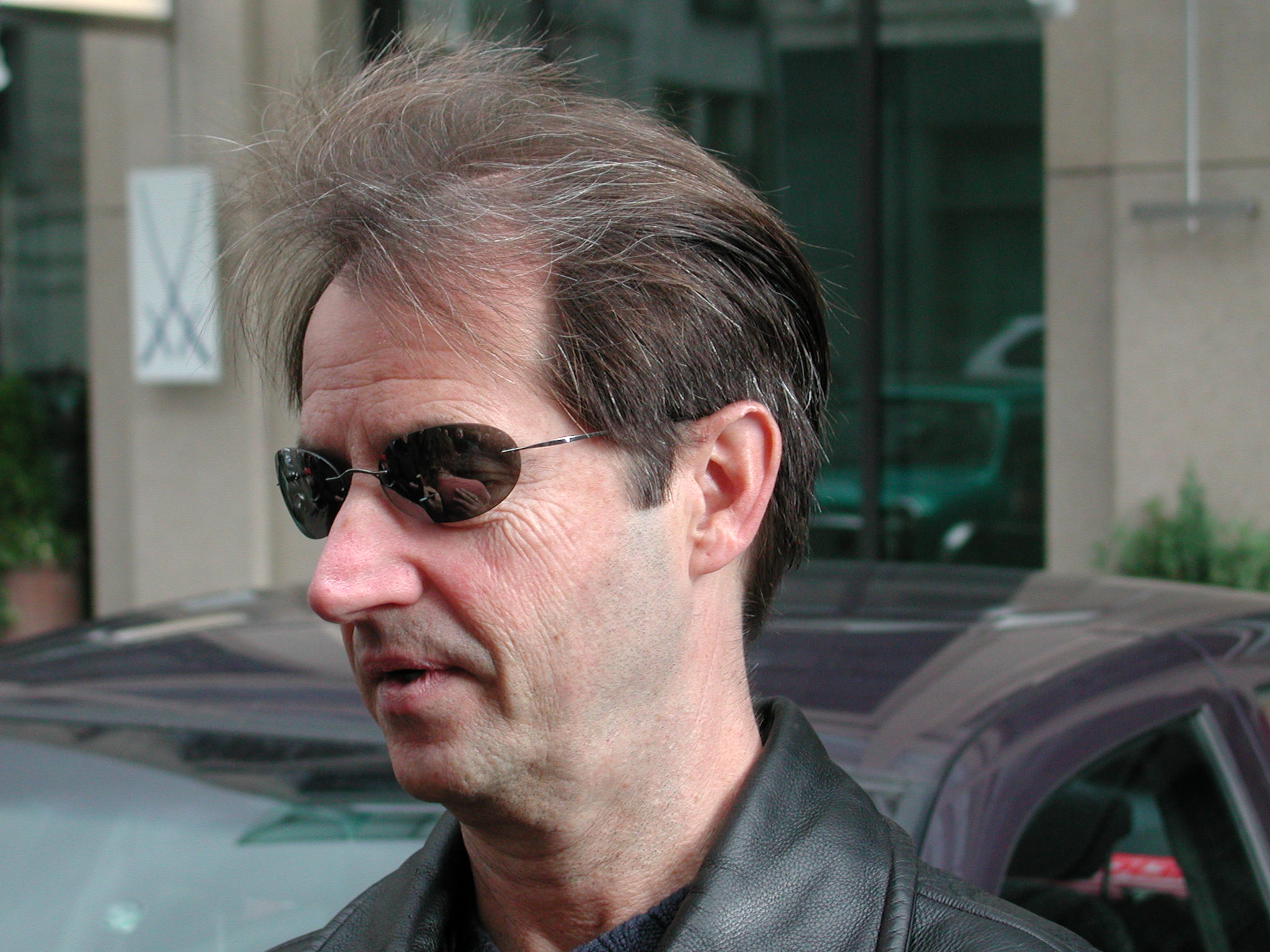
Garry Tallent è il membro più longevo della E Street Band.

Nel novembre del 1972 a York in Pennsylvania Springsteen iniziò la sua prima tournée a livello nazionale sotto la direzione del manager Mike Appel. La formazione della sua band era la stessa che aveva registrato Greetings: Vini Lopez, Garry Tallent, Clarence Clemons, ma con Danny Federici, già con gli Steel Mill, alle tastiere al posto di Sancious, il quale non partecipò alla prima parte del tour riunendosi al gruppo solo l'anno successivo. Fu il vero esordio di quella che, pur con molti innesti e modifiche nella formazione, diventerà la E Street Band.
Per gran parte del 1973 Springsteen girò gli Stati Uniti suonando in club, piccole sale da concerto e campus universitari. In primavera rientrò nel gruppo David Sancious che nel frattempo aveva continuato a fare il musicista di studio. Il suo ingresso, che avvenne ufficialmente il 22 giugno dopo qualche apparizione nei concerti di maggio, portò nella band un secondo tastierista e sollevò Springsteen dalla necessità di suonare il pianoforte. Sancious si mise in luce soprattutto per la vena jazzistica che portò in alcuni arrangiamenti e per alcuni suoi accenni di musica classica. Tra giugno e luglio Springsteen registrò il suo secondo album, The Wild, the Innocent & the E Street Shuffle, accompagnato dallo stesso gruppo a sei.

### Born to Run
Il 12 febbraio del 1974 Vini Lopez fu allontanato dal gruppo dopo un litigio con il road manager Steve Appel, fratello di Mike, prima di un concerto a Lexington nel Kentucky.
Il suo posto fu preso da Ernest "Boom" Carter, un batterista di estrazione jazz suggerito da Sancious, che esordì solo pochi giorni dopo, il 23 febbraio.
In primavera iniziarono le registrazioni del terzo e decisivo disco di Springsteen, Born to Run, che durarono quasi un anno e mezzo. Sancious e Carter, intenzionati a seguire altre strade, lasciarono Springsteen in agosto partecipando solo all'incisione della title track e fondarono poi i Tone, un trio che mescolava rock, jazz e musica classica. Furono sostituiti da Roy Bittan e Max Weinberg con i quali fu terminata la registrazione dell'album. I due erano stati ingaggiati dopo una serie di provini (erano stati ascoltati una trentina di pianisti e altrettanti batteristi) tra coloro che avevano risposto ad un annuncio pubblicato sul settimanale newyorkese The Village Voice:

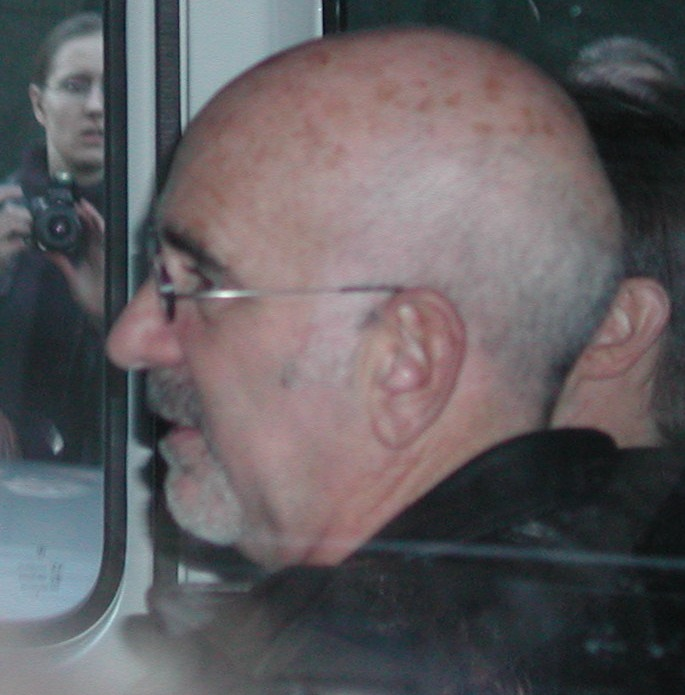
Roy Bittan entrò nella band nel 1974.

L'ultima apparizione di Sancious e Carter avvenne durante un concerto al Carlton Theatre di Red Bank il 14 agosto. Bittan e Weinberg esordirono invece al Main Point di Bryn Mawr in Pennsylvania un mese dopo, il 19 settembre. Lo stesso giorno esordì anche la violinista israeliana Suki Lahav, moglie del tecnico del suono di Springsteen, che rimase con il gruppo per un certo periodo e partecipò anche alle registrazioni di Born to Run nella canzone Jungleland.
Anche "Miami" Steve Van Zandt tornò nel giro quando nel 1975 gli fu affidata la responsabilità di curare l'arrangiamento dei fiati di Tenth Avenue Freeze-Out. Per questo pezzo Springsteen desiderava inserire una sezione di fiati da affiancare al sassofono di Clemons. Furono perciò ingaggiati alcuni celebri e pagatissimi session men, il sassofonista Michael e il trombettista Randy Brecker, noti al pubblico come The Brecker Brothers, ma l'arrangiamento proposto prima da Springsteen e poi da Roy Bittan non sembrava funzionare (il suono risultante sembrava quello dei Chicago). A Van Zandt, presente in sala regia in qualità di "amico di Springsteen", fu proposto di provarci. "Miami" entrò in studio e cantò le parti dei singoli strumenti ai musicisti. Poiché la cosa sembrò funzionare, Springsteen si rivolse al suo manager Mike Appel e gli disse: «È ora di mettere il ragazzo nel libro paga. [...] Lui è il nuovo chitarrista.» Van Zandt assunse principalmente il ruolo di seconda chitarra, talvolta anche solista, e di seconda voce negli spettacoli dal vivo. Esordì in concerto con la band il 20 luglio 1975 a Providence nel Rhode Island in quella è considerabile come la prima data del tour di Born to Run. Anche se il disco non era ancora nei negozi, alcune canzoni dell'album iniziarono a comparire nella scaletta nella loro versione definitiva.
Con l'arrivo di Weinberg, Bittan e Van Zandt si completò così la formazione del gruppo che negli spettacoli dal vivo veniva presentata come E Street Band e che accompagnò Springsteen per un decennio, nei tour e nella registrazione dei successivi album Darkness on the Edge of Town, The River e Born in the U.S.A., fino al successo planetario degli anni ottanta. Questi dieci anni della E Street Band furono poi immortalati nel quintuplo album dal vivo Live/1975-85 nel 1986.
Anche se ormai entrato nel gruppo di Springsteen, dove assunse una posizione di rilievo, tanto che gli fu affidato il ruolo di co-produttore nei successivi album, "Miami" Steve non abbandonò il suo vecchio amico "Southside" Johnny Lyon, ma anzi, dopo i molti anni di gavetta passati insieme, contribuì al lancio della sua carriera discografica. Il gruppo che avevano contribuito a creare fu ribattezzato Southside Johnny and The Asbury Jukes. Van Zand produsse tra il 1976 e il 1978 i primi tre dischi di Southside e dei Jukes, ai quali parteciparono anche diversi musicisti dell'area del Jersey Shore: I Don't Want to Go Home, This Time It's For Real e Heart of Stone, che ebbe il maggior successo anche di critica. In questi dischi, molto influenzati da suono rhythm and blues della Stax, apparvero anche alcune canzoni "donate" da Springsteen, tra le quali The Fever e Heart of Stone, e furono coinvolti a vario titolo alcuni membri della E Street Band. In seguito, nel 1991, Springsteen e Van Zandt (ancora come produttore) parteciparono al rilancio del gruppo apparendo nel disco Better Days.
Nel 1977 la E Street Band, con Springsteen alla chitarra, realizzò un singolo con la cantante Ronnie Spector, prima voce del popolare trio vocale The Ronettes negli anni sessanta ed ex-moglie di Phil Spector. Il disco, prodotto da Steven Van Zandt (che si firma Sugar Miami Steve), contiene una cover di Say Goodbye to Hollywood di Billy Joel e un pezzo composto da Van Zandt stesso. Per la prima volta la E Street Band fu accreditata sulla copertina di un disco.

### Gli anni ottanta
All'inizio degli anni ottanta Springsteen, Van Zandt e gli altri membri del gruppo contribuirono al rilancio della carriera di Gary U.S. Bonds, cantante di rock and roll e rhythm and blues popolare nei primi anni sessanta. L'unico vero successo di Bonds era stato Quarter to Three nel 1961 e Springsteen aveva ripreso la canzone nei suoi concerti, di norma come bis, sin dai tempi di Born to Run. Springsteen e Van Zandt co-produssero due album di Bonds, i primi dopo vent'anni, suonando, scrivendo alcune canzoni e coinvolgendo la E Street Band al completo insieme ad altri artisti del Jersey Shore tra i quali alcuni membri degli Asbury Jukes e dei Miami Horns. Il primo album, Dedication del 1981, ebbe un discreto successo soprattutto con il singolo This Little Girl di Springsteen. Il secondo, On the Line pubblicato l'anno dopo, conteneva tra le altre Rendezvous, una delle canzoni "scartate" da Darkness on the Edge of Town che però era spesso eseguita in concerto da Springsteen (una versione dal vivo comparve poi nell'antologia Tracks nel 1999 e la versione in studio in The Promise nel 2010).
Il discreto successo dei due dischi con Bonds permise a Van Zandt di siglare un contratto discografico con la EMI. All'inizio il chitarrista coinvolse Clemons, Federici, Tallent, Weinberg, Springsteen e alcuni membri dei Jukes nella registrazione del suo primo album solista, Men Without Women uscito nel 1982. Alla fine dell'anno Van Zandt iniziò ad esibirsi con il suo nuovo gruppo, nel frattempo costituito, e l'album fu pubblicato sotto il nome di Little Steven & The Disciples of Soul.

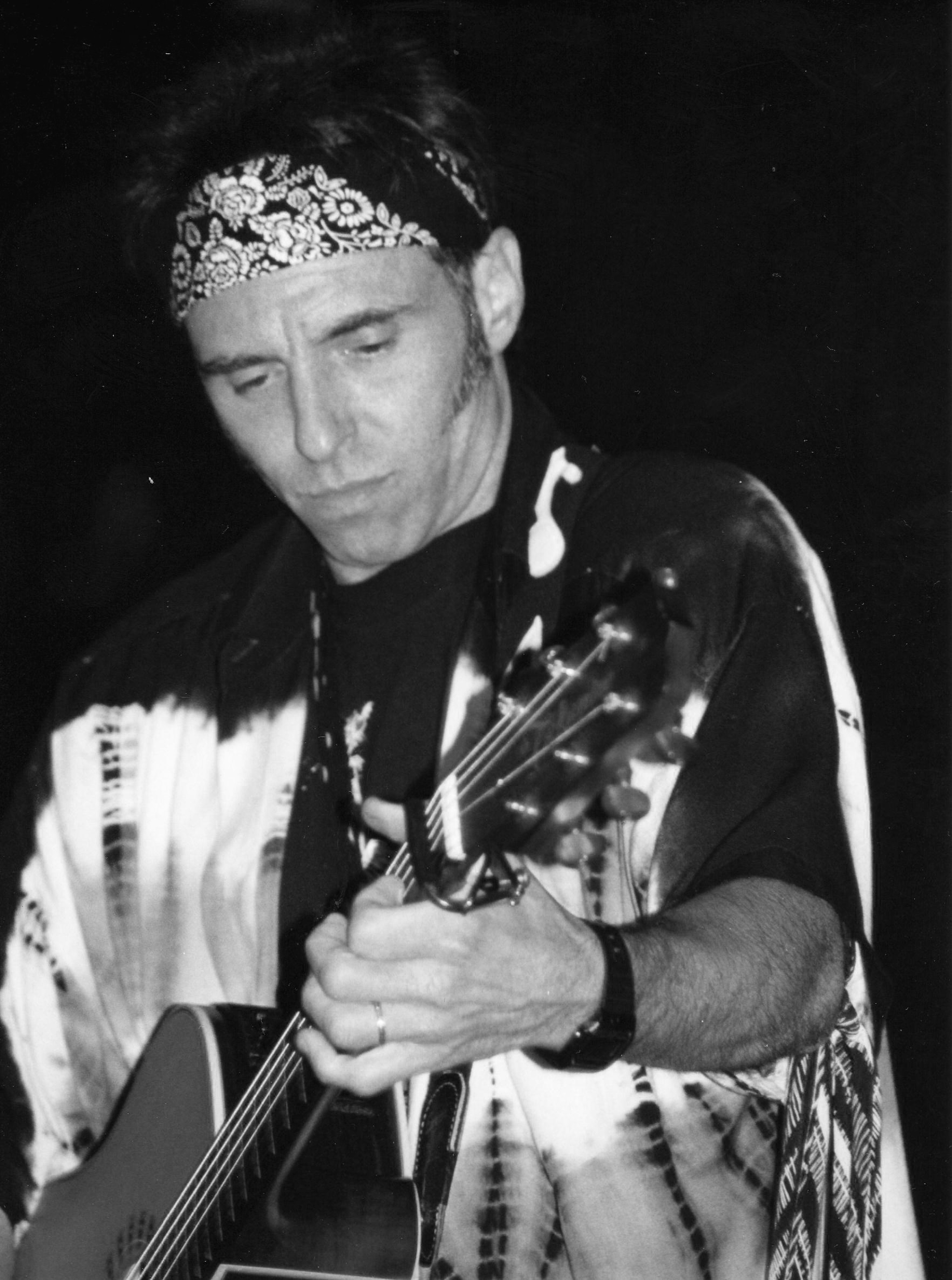
Nils Lofgren prese il posto di Steven Van Zandt per la tournée di Born in the U.S.A.

Nel 1984, dopo l'incisione di Born in the U.S.A., Steve Van Zandt lasciò Springsteen e la E Street Band per dedicarsi interamente alla carriera solista assumendo il nome d'arte Little Steven. Per la grande tournée che iniziò nel 1984 fu sostituito dal chitarrista Nils Lofgren. Inoltre Springsteen chiamò la cantante Patti Scialfa, sua futura moglie, come corista, una novità assoluta per la E Street Band.
Lofgren era un musicista già esperto, poco più giovane di Springsteen, aveva già realizzato dischi a suo nome ed era stato leader di un gruppo chiamato Grin. Prima ancora era stato giovanissimo al fianco di Neil Young nei Crazy Horse all'inizio degli anni settanta ed era considerato un virtuoso della chitarra. Anche se raccogliere l'eredità di Van Zandt nella E Street Band era considerato difficile, Lofgren si rivelò secondo Springsteen la miglior scelta possibile. Molto importante fu ad esempio il suo contributo alla chitarra acustica nelle versioni dal vivo delle canzoni provenienti da Nebraska.
Patti Scialfa, di origini italiane e irlandesi come Springsteen e come molti di quelli del giro di Asbury Park, era anche lei del New Jersey e, poco più che adolescente, aveva già fatto un provino per entrare in uno dei primissimi gruppi di Springsteen intorno al 1971, ma fu scartata perché troppo giovane. Tornò al liceo, ma mise in piedi un trio insieme alle amiche Soozie Tyrell (futuro membro aggiunto della E Street Band) e a Lisa Lowell (anche lei futura collaboratrice di Springsteen negli anni novanta). In seguito lavorò al The Stone Pony, il locale di Asbury Park considerato la culla del Jersey Shore sound, fece la corista per Southside Johnny e gli Asbury Jukes e divenne amica di Richie "La Bamba" Rosemberg dei Miami Horns. Fu proprio Rosemberg che la segnalò a Springsteen. Nella primavera del 1984 fece un altro provino per la E Street Band, ma non fu richiamata. A giugno invece, solo pochi giorni prima dell'esordio della tournée di Born in the U.S.A., Springsteen la chiamò e le propose di entrare nella band.
La registrazione del successivo album Tunnel of Love fu realizzata dal Springsteen quasi da solo senza l'apporto esclusivo della E Street Band com'era stata invece la norma nei precedenti album. Springsteen suonò personalmente gran parte degli strumenti e utilizzò anche una drum machine per alcune parti di percussioni. In poche settimane registrò tutte le canzoni e solo alla fine chiamò, ad uno ad uno, i membri del gruppo per qualche sovraincisione: se le loro parti si fossero rivelate migliori di quelle registrate in proprio sarebbero state inserite nel disco. I musicisti non la presero bene, si sentivano messi da parte e già qualcuno iniziava ad intuire che la storia della band potesse essere arrivata al capolinea. Solo Federici suonò l'organo in quattro brani, Weinberg suonò la batteria in un paio e Patti Scialfa fece qualche seconda voce. Lofgren fece l'assolo di chitarra di Tunnel of Love, Tallent suonò il basso in una sola canzone e Bittan il pianoforte e il sintetizzatore in un altro paio. Addirittura nel disco è totalmente assente il sassofono di Clarence Clemons che partecipò solo come corista. Proprio per la saltuaria presenza dei membri del gruppo questo album non è mai stato annoverato tra i dischi della E Street Band.
Nel successivo Tunnel of Love Express Tour e in quello per Amnesty International del 1988 la band si ricompose e al completo accompagnò Springsteen nei concerti. Iniziarono però ad essere evidenti i segnali di un crescente distacco tra il leader e la E Street Band. Durante il primo tour iniziò la relazione sentimentale tra Springsteen e Patti Scialfa che poi si sposarono nel 1991 dopo la nascita del loro primo figlio.

### Lo scioglimento
Nell'ottobre 1989 Springsteen sciolse la E Street Band e lasciò liberi i suoi componenti. L'annuncio ufficiale fu dato il 13 dicembre e sorprese il pubblico, i fan e la critica.
Nel 1992 la E Street Band si ricostituì brevemente per incidere con Steven Van Zandt la canzone All Alone on Christmas per la colonna sonora del film Mamma, ho riperso l'aereo (Home Alone 2: Lost in New York), interpretata dalla cantante e attrice Darlene Love.
A parte alcune saltuarie apparizioni in dischi solisti di alcuni membri o in dischi di altri artisti, la band rimase inattiva fino al 1995. I due album di Springsteen del 1992 furono realizzati con nuovi musicisti esterni al gruppo, salvo Roy Bittan e Patti Scialfa che parteciparono anche alla successiva tournée come membri della nuova band di supporto, a volte indicata informalmente come The Other Band ("l'altro gruppo") per distinguerla dalla E Street Band.
In occasione della pubblicazione della sua prima raccolta di successi, all'inizio del 1995 Springsteen richiamò la E Street Band al completo (compresi Patti Scialfa e Nils Lofgren e con il ritorno di Steve Van Zandt) per incidere alcuni pezzi inediti da inserire nel disco. Come testimonianza di questa prima breve reunion fu realizzato anche il documentario Blood Brothers diretto da Ernie Fritz e attribuito in copertina a Bruce Springsteen and The E Street Band a cui fece seguito un EP con lo stesso titolo. Durante l'anno il gruppo fece anche qualche apparizione dal vivo. Il 21 febbraio Springsteen e il gruppo si esibirono presso il nightclub Tramps di New York per filmare il videoclip di Murder Incorporated diretto da Jonathan Demme. Poi, in aprile, apparvero nel programma televisivo di David Letterman e realizzarono un concerto a beneficio della Sony Music per promuovere Greatest Hits. Infine il 2 settembre a Cleveland Springsteen partecipò al concerto per l'inaugurazione del museo e della nuova sede della Rock and Roll Hall of Fame suonando anche con la E Street Band al completo. All'epoca si pensò che questi fatti potessero portare ad una riunione stabile del vecchio gruppo. In realtà verso la fine dell'anno Springsteen pubblicò il suo nuovo album The Ghost of Tom Joad da solo e iniziò il successivo solitario tour acustico.

### Il ritorno

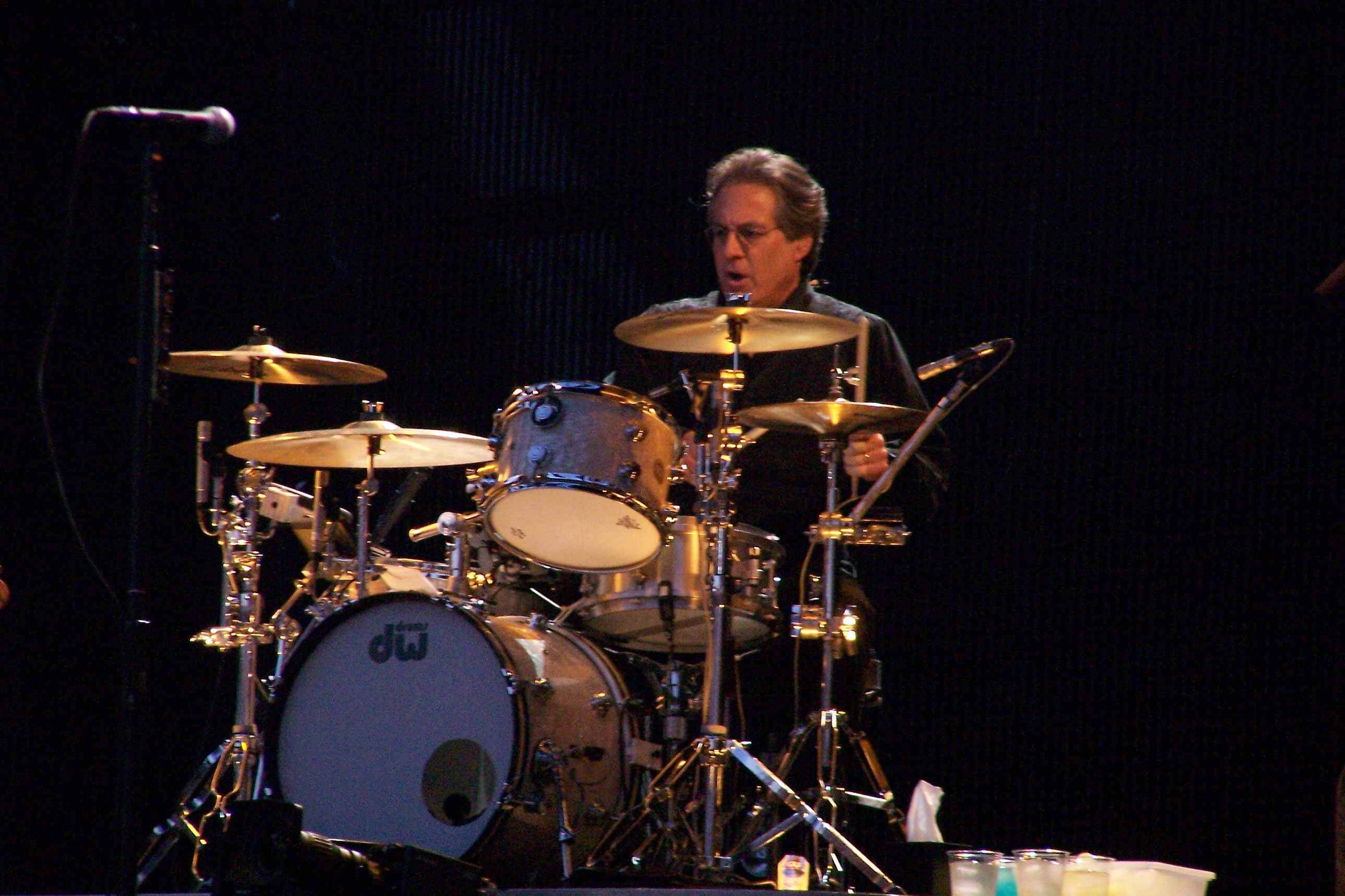
Max Weinberg in concerto.

Dopo la parentesi semi-acustica di The Ghost of Tom Joad, nel quale suonarono solo Danny Federici e Garry Tallent, e il lavoro per la realizzazione della corposa raccolta di pezzi inediti Tracks, i tempi sembrarono maturi per una riunione stabile a dieci anni dallo scioglimento. Nel marzo del 1999 Bruce Springsteen fu incluso nella Rock and Roll Hall of Fame. Durante la cerimonia di premiazione, nonostante l'assegnazione del riconoscimento non includesse la E Street Band, il cantante si presentò con il gruppo al completo interpretando Tenth Avenue Freeze-Out. Il Reunion Tour iniziò il 9 aprile del 1999 in Spagna e terminò dopo oltre un anno, il 1º luglio 2000 a New York. La lunga tournée mondiale fu poi immortalata nel film Bruce Springsteen & The E Street Band: Live in New York City registrato durante le ultime due date al Madison Square Garden e trasmesso dalla rete via cavo HBO. Dal film scaturirono poi un doppio album live e un doppio DVD. La formazione della E Street Band era quella classica degli anni ottanta con la presenza di entrambi i chitarristi, Van Zandt e Lofgren.
Nel 2002 fu pubblicato The Rising, il primo album di Springsteen con la E Street Band dopo 18 anni (cioè dai tempi di Born in the U.S.A.) a cui seguì un altro tour mondiale che durò anch'esso oltre un anno tra Nord America, Europa e Australia. Per l'occasione fu aggregata al gruppo la violinista Soozie Tyrell che aveva già suonato in alcuni dischi di Springsteen negli anni novanta al di fuori della E Street Band e aveva avuto un ruolo preminente in The Rising. Per qualche tempo non è stato chiaro se la Tyrell fosse o meno da considerarsi un membro effettivo del gruppo. A volte è stata presentata come un ospite speciale (special guest), nel DVD Live in Barcelona (registrato durante il tour di The Rising) il suo nome compare come musicista aggiunto, in We Shall Overcome: The Seeger Sessions è indicata come "violinista con la E Street Band", altre volte il suo nome non compare. Prima dell'inizio della tournée iniziata nel 2007, interrogato specificatamente in merito al ruolo della Tyrell, Springsteen ha espressamente risposto: «Soozie sarà con noi».
La E Street Band ha continuato a seguire Springsteen per tutti gli anni duemila registrando con lui altri due album (Magic e Working on a Dream) e seguendolo nei rispettivi tour. La formazione del gruppo è rimasta sostanzialmente immutata e solo la morte di Danny Federici il 17 aprile del 2008 e di Clarence Clemons il 18 giugno 2011 ha costretto Springsteen a ingaggiare nuovi musicisti. Il primo è stato il tastierista e fisarmonicista Charles Giordano, chiamato nel 2007 a sostituire Federici durante la malattia e dopo la sua morte.

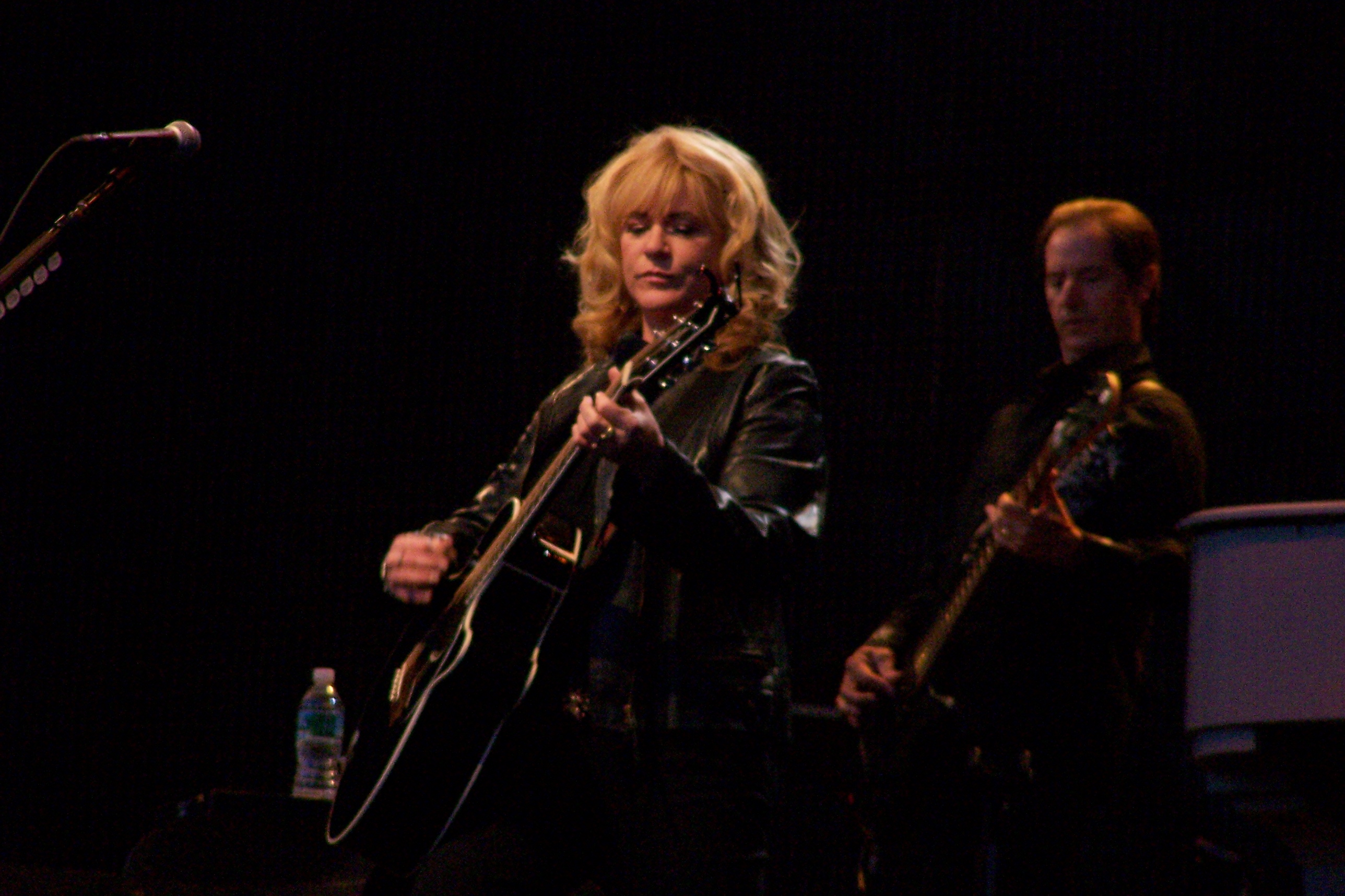
Soozie Tyrell in concerto nel 2009.

Alternandoli con i dischi fatti con la E Street Band, Springsteen ha realizzato negli anni duemila anche due album con i relativi tour senza il suo storico gruppo. Il primo fu il semi-acustico Devils & Dust del 2005, al quale parteciparono solo Patti Scialfa, Soozie Tyrell e Danny Federici, e il secondo fu We Shall Overcome: The Seeger Sessions, realizzato con la Sessions Band, un gruppo completamente diverso raccolto per l'occasione e per la seguente tournée, anche in questo caso con le sole Scialfa e Tyrell provenienti dalla E Street Band oltre a Charles Giordano.
L'album Wrecking Ball del 2012 fu realizzato da Springsteen senza la E Street Band, ma prevalentemente con l'apporto di musicisti esterni al gruppo, tra questi il chitarrista Tom Morello, il batterista Matt Chamberlain e il produttore e polistrumentista Ron Aniello. Nel disco sono infatti totalmente assenti Garry Tallent e Roy Bittan. Il disco contiene anche l'ultima apparizione di Clarence Clemons in studio prima della sua morte.
Nella tournée iniziata subito dopo la pubblicazione dell'album, Springsteen riunì però nuovamente quanto rimaneva della E Street Band con Soozie Tyrell e Charles Giordano, e con una potente sezione di fiati denominata E Street Horns e un gruppo di coristi denominato E Street Choir. Di fatto un gruppo allargato in grado di interpretare il repertorio classico e quello della Session Band nella quale alcuni dei musicisti avevano militato. In questa formazione le parti di sassofono di Clarence Clemons sono state affidate al nipote Jake e all'esperto Eddie Manion.
L'album High Hopes del gennaio del 2014 fu realizzato con il principale ausilio di Tom Morello, ma con la partecipazione di tutti i membri della E Street Band, compresi Federici e Clemons in registrazioni effettuate prima della loro scomparsa, e di tutti quelli che avevano partecipato al Wrecking Ball Tour. Gli stessi musicisti accompagnarono Springsteen nella successiva tournée del 2014 con Morello che sostituì Van Zandt in tutte le date.
Nel 2016, dopo la pubblicazione del cofanetto The Ties That Bind: The River Collection  Springsteen ha intrapreso un tour dedicato alla riproposizione delle canzoni dell'album The River del 1980. Per l'occasione ha scelto di farsi accompagnare da una formazione ridotta, composta essenzialmente dai superstiti della formazione classica della E Street Band oltre a Charles Giordano, Soozie Tyrell e Jake Clemons.
Dopo alcuni anni spesi per la realizzazione di progetti solisti, Springsteen ha pubblicato nel 2020 l'album Letter to You, il primo con la partecipazione esclusiva della E Street Band dopo oltre dieci anni. Per l'occasione Charles Giordano e Jake Clemons, fino ad allora considerati musicisti aggiuntivi in seno al gruppo, sono stati accreditati come membri effettivi. L'anno successivo il cantautore ha intrapreso una nuova tournée mondiale accompagnato dalla E Street Band nella versione allargata sul modello di quella già vista nel 2012, con una sezione di fiati e un gruppo di coristi costituiti anche da alcuni musicisti reduci da quel tour.

## Il nome
La scelta del nome del gruppo è un argomento dibattuto e in parte controverso. Prima e dopo la registrazione del primo album di Springsteen il gruppo era noto semplicemente come Bruce Springsteen Band. Per la registrazione del disco Springsteen scelse di utilizzare i membri del suo gruppo invece di musicisti di studio come era nelle idee e nelle intenzioni della casa discografica Columbia. Nei concerti successivi e almeno fino al 1974 il cantautore veniva comunque presentato nei manifesti e nel materiale promozionale solo con il suo nome.

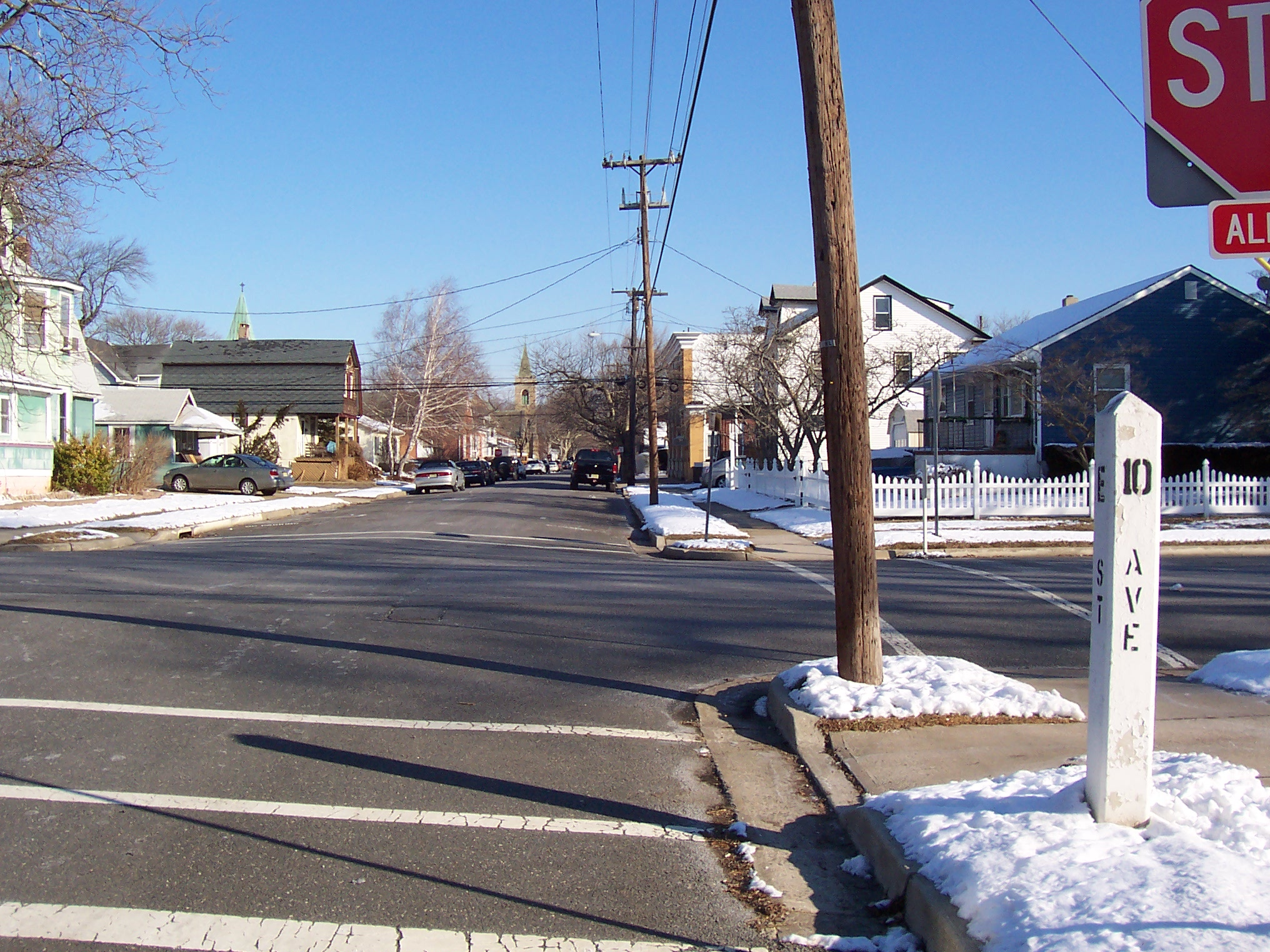
L'incrocio tra la E Street (che ha dato il nome al gruppo) e la 10ª Avenue (immortalata nella canzone Tenth Avenue Freeze-Out) a Belmar, nel New Jersey.

"E Street" era il nome della strada della cittadina di Belmar nel New Jersey dove viveva la madre di David Sancious, il primo tastierista del gruppo, e dove i suoi membri si ritrovavano spesso. Poi il nome comparve nel titolo della canzone E Street Shuffle inserita nel secondo disco di Springsteen e nel titolo stesso dell'album (The Wild, the Innocent & the E Street Shuffle).
Secondo Clarence Clemons fu nel 1972 che Springsteen utilizzò per la prima volta in modo informale il nome E Street Band facendo riferimento proprio alla strada dove abitava Sancious. Con l'auto parcheggiata davanti alla casa, mentre aspettavano che il tastierista, perennemente in ritardo, terminasse di prepararsi, Springsteen commentò sarcasticamente:
Secondo altre fonti questa frase fu detta da Springsteen presentando i musicisti durante un concerto a East Chester in Pennsylvania nell'ottobre dello stesso anno.
Se il nome rimase una questione amichevole all'interno del gruppo, esso non fu tuttavia utilizzato pubblicamente almeno per altro anno e mezzo. Il nome sarebbe stato riutilizzato dal presentatore e dallo stesso Spingsteen il 9 maggio 1974 durante il concerto al Harvard Square Theatre di Cambridge nel Massachusetts. Il concerto divenne anche celebre per la recensione di Jon Landau nella quale il futuro manager e produttore scrisse la frase «Ho visto il futuro del rock and roll e il suo nome è Bruce Springsteen.» Fu pochi mesi dopo che "E Street Band" comparve per la prima volta stampato sui manifesti del concerto di Springsteen del 14 agosto al Carlton Theatre di Red Bank nel New Jersey, tra l'altro l'ultimo a cui parteciparono Sancious e il batterista Ernest "Boom" Carter.
Con la pubblicazione di Born to Run  e nei concerti che ne seguirono si iniziò ad utilizzare stabilmente "Bruce Springsteen & the E Street Band", ma fu necessario aspettare il 1979, con la pubblicazione dell'album collettivo No Nukes con le registrazioni dei concerti tenuti al Madison Square Garden di New York a favore del movimento anti-nuclearista, per vedere accreditato il nome della band su disco insieme a Springsteen anche se il gruppo aveva già realizzato un singolo co-intestato con Ronnie Spector nel 1977. Nell'inserto di The River la E Street Band fu accreditata per la prima volta con il nome completo nelle note di un disco di Springsteen. In Born in the U.S.A. del 1984 la E Street Band fu accreditata nella copertina posteriore e nella didascalia di una fotografia della busta interna. Nel 1986, con la pubblicazione del quintuplo dal vivo Live/1975-85, vi fu la definitiva consacrazione del ruolo della band il cui nome comparve in copertina.

## Riconoscimenti
Innumerevoli sono i riconoscimenti ricevuti da Bruce Springsteen ottenuti anche grazie al contributo dei suoi musicisti. Il cantante fu incluso nella Rock and Roll Hall of Fame nel 1999, ma senza il gruppo. Alcuni membri, in particolare Clemons, rimasero delusi dal mancato riconoscimento del valore e dell'importanza della E Street Band. Durante la cerimonia di assegnazione Springsteen si esibì però accompagnato dall'appena ricostituita band interpretando Tenth Avenue Freeze-Out, una sorta di sigla del gruppo, quasi a voler rimarcare il suo fondamentale contributo. Ai festeggiamenti furono invitati anche "Boom" Carter e Vini Lopez. Nel dicembre 2013 fu annunciato che la E Street Band sarebbe stata inclusa nella Hall of Fame nel 2014, quindici anni dopo il suo leader, nella categoria Award for Musical Excellence. La cerimonia si svolse il 10 aprile 2014 al Barclays Center di Brooklyn e il gruppo fu introdotto dallo stesso Springsteen. Oltre ai membri storici, Roy Bittan, Garry Tallent, Max Weinberg, Steven Van Zandt, Nils Lofgren e Patty Scialfa, il premio fu attribuito anche a Vini Lopez e David Sancious. Victoria Clemons, vedova di Clarence, e Jason Federici, figlio di Dan, ritirarono il premio per i due musicisti scomparsi.

## I soprannomi

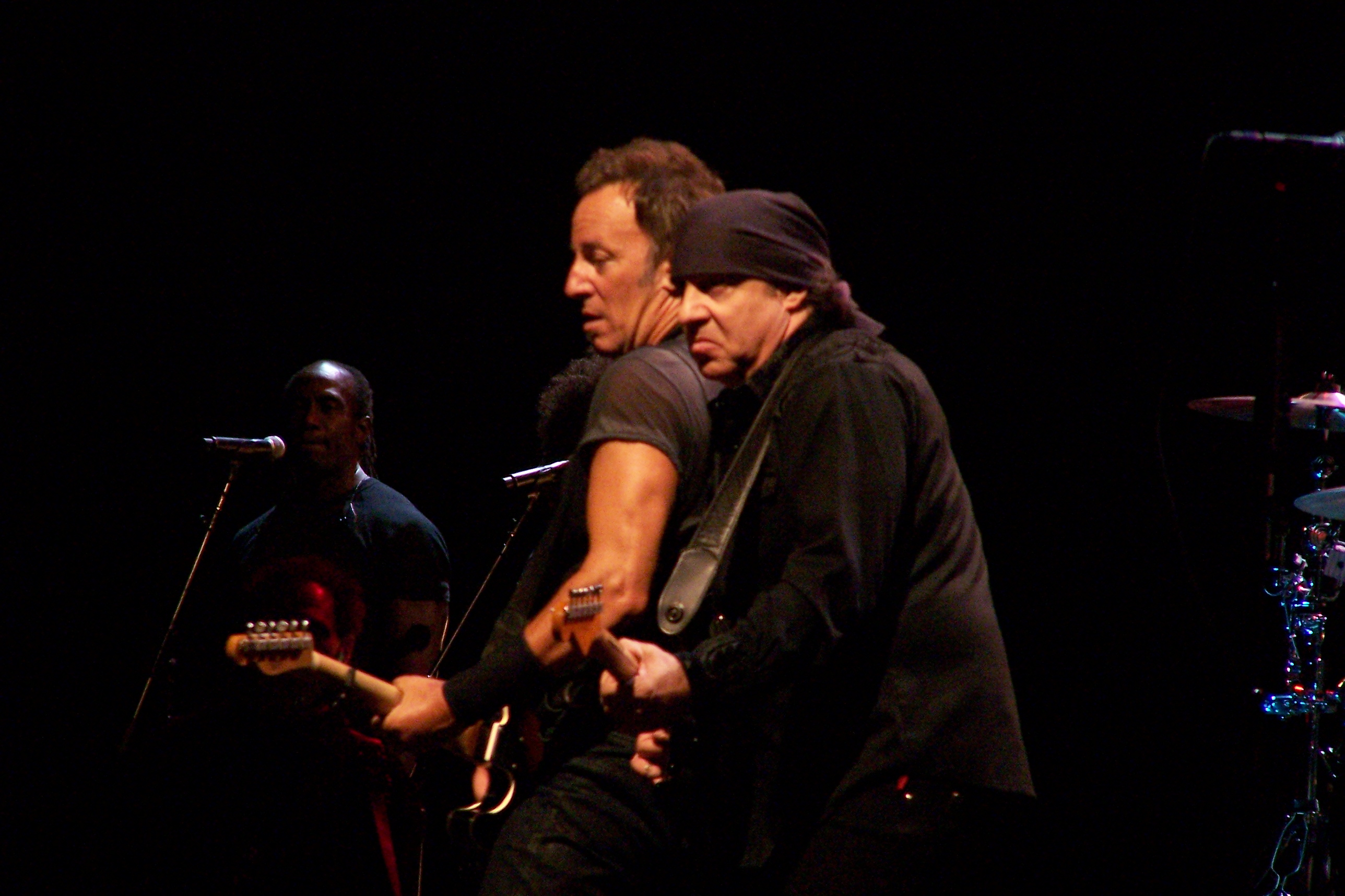
Il "Boss" con "Miami" Steve in concerto.

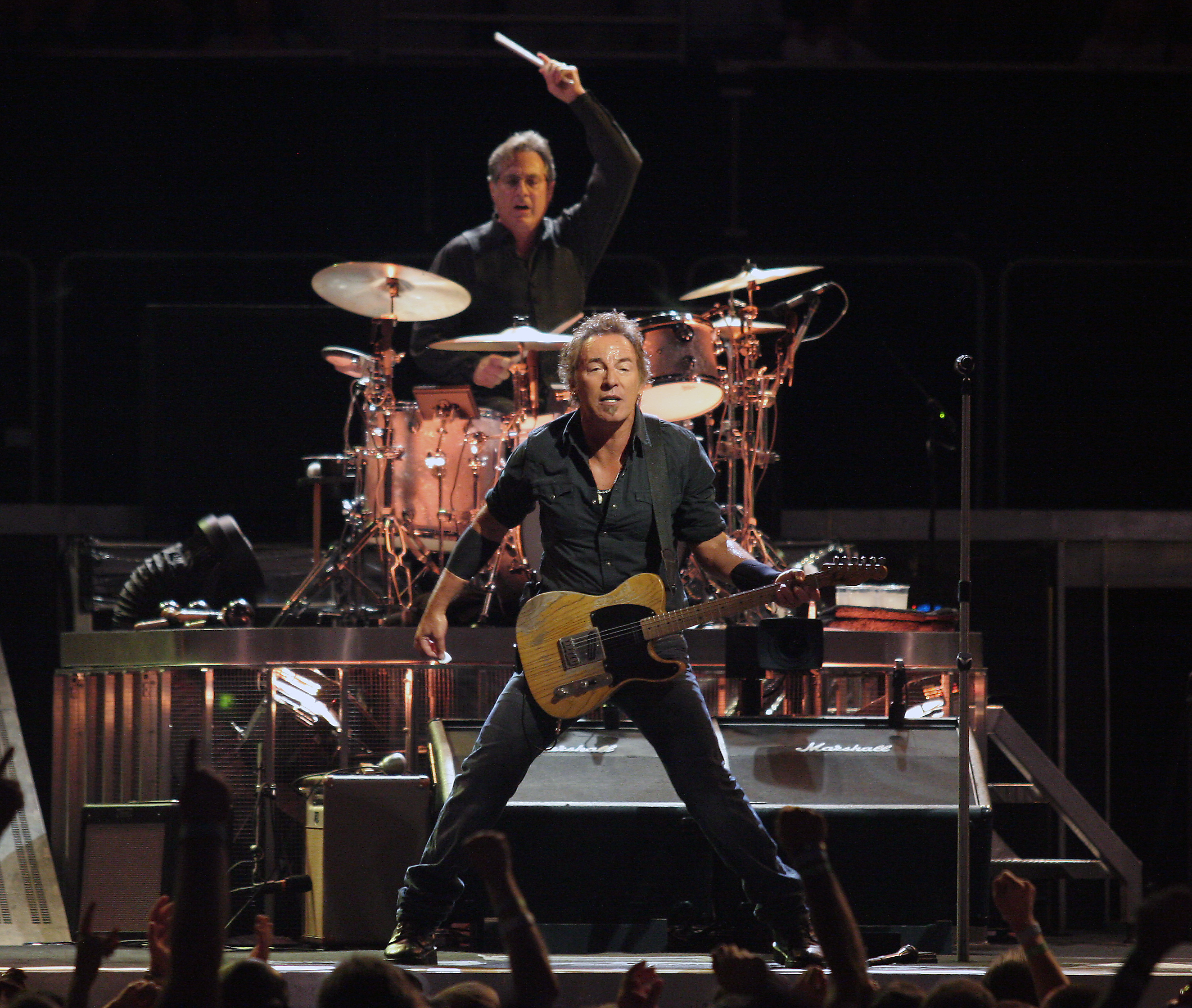
Max Weinberg con Bruce Springsteen nel 2008

Ogni membro della E Street Band è riconoscibile per il caratteristico soprannome attribuitogli da Springsteen durante la presentazione del gruppo nei concerti. Per anni la presentazione è stata fatta nel mezzo di Rosalita (Come Out Tonight), poi, quando la canzone scomparve dalla scaletta, durante Tenth Avenue Freeze-Out.
- "Professor" Roy Bittan – Il pianista era considerato, anche se falsamente, l'unico membro del gruppo dotato di un titolo di studio.[88] Veniva cioè considerato il membro "istruito" del gruppo, per la sua vasta cultura musicale, ma anche per il suo aspetto apparentemente dimesso accentuato dalla precoce calvizie.[29]
- "Miami" Steve Van Zandt – Il nomignolo deriverebbe dal fatto che Van Zandt veniva preso in giro ai tempi della Bruce Springsteen Band, e forse prima, per il suo odio per i climi freddi.[12] Secondo altre fonti deriverebbe da una colorata camicia indossata dal chitarrista al ritorno da un viaggio in Florida.[89]
- Garry "W" Tallent – Springsteen presentava il bassista aggiungendo l'iniziale del suo secondo nome (che non veniva invece utilizzata nei credits degli album) probabilmente per dare una certa enfasi alla presentazione.
- "The Mighty" Max Weinberg – Il batterista divenne famoso per il suo suono potente (mighty) e incalzante. Nonostante la presumibile fatica fisica, Weinberg continuava a suonare senza nessun cedimento anche dopo ore di concerto. A volte Springsteen lo presentava per questo come unstoppable ("l'inarrestabile").[90]
- "Phantom" Dan Federici – Il soprannome ("Fantasma") risalirebbe a un episodio avvenuto durante un concerto degli Steel Mill nel 1970 quando, a seguito di una retata della polizia alla ricerca di stupefacenti, l'esibizione fu interrotta e si scatenarono dei disordini tra il pubblico. Federici riuscì ad eclissarsi e a scomparire senza rimanere coinvolto nei tafferugli e senza essere catturato dalla polizia che voleva arrestarlo.[91][92] Il soprannome poi si adattava bene allo stile musicale di Federici. Secondo Springsteen il suono dell'organo era ondeggiante rendendosi evidente in certi momenti per poi scomparire in altri: «"Phantom" Dan Federici: un momento lo senti, e quello dopo non lo senti più.»[93] Springsteen in alcune occasioni durante i concerti presentava l'organista, seminascosto dietro le sue tastiere, urlando:[86][88]

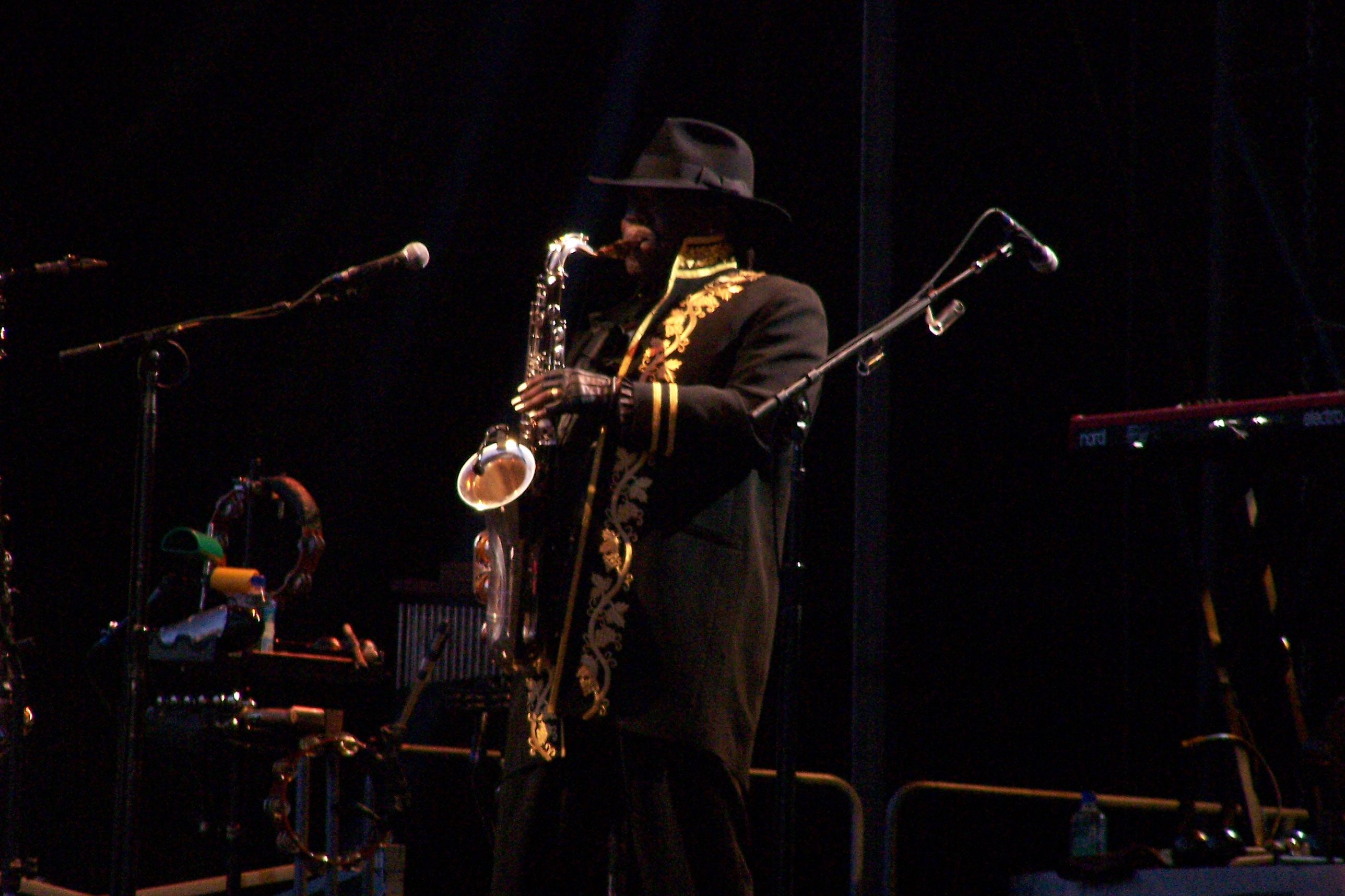
Clarence "Big Man" Clemons con il suo sassofono.

- Clarence "Big Man" Clemons – Il sassofonista, fino alla sua morte, era la spalla preferita da Springsteen durante i concerti. Il suo soprannome, che sostituì l'iniziale "Nick",[94] deriverebbe semplicemente dalla sua imponente stazza.[12] Springsteen amava introdurre i suoi assoli lanciandolo con il suo roboante soprannome.[3] Clemons, inoltre, oltre a prodursi in siparietti e scenette ed essere spesso il protagonista dei monologhi di Springsteen insieme a "Miami" Steve, veniva presentato per ultimo, con la maggior enfasi. Tra le tante, una delle formule utilizzate dal cantante per introdurre Clemons al pubblico era la presentazione "pugilistica":[86]

- Vini "Mad Dog" Lopez – "Cane pazzo" era già il soprannome che fu attribuito a Lopez ai tempi della prima tournée di Springsteen nel 1972 per la sua reputazione di attaccabrighe e il suo attaccamento al leader, del quale era diventato una sorta di "cane da guardia".[95] Nei credits di Greetings from Asbury Park, N.J. è invece indicato come "Loper", soprannome utilizzato in precedenza e che deriverebbe dalla sua camminata balzellante.
- Ernest "Boom" Carter – Il soprannome del secondo batterista sarebbe preesistente al suo ingresso nel gruppo.

Lo stesso Springsteen è conosciuto con il soprannome "The Boss" ("il capo"), la cui origine non è del tutto certa e non sarebbe comunque legata ad uno scherzoso riferimento mafioso per le sue origini italiane e sarebbe solo parzialmente legata alla sua leadership all'interno del gruppo. Secondo alcune fonti deriverebbe dal fatto che, nei primi tempi, lui era quello che pagava lo stipendio agli altri musicisti alla fine delle serate, secondo altre il nomignolo, forse autoattribuito, deriverebbe dal fatto ai tempi dell'Upstage Springsteen era il più bravo a giocare a Monopoly. Il nome stesso dei Dr. Zoom and the Sonic Boom deriverebbe dal soprannome con cui era conosciuto Springsteen tra i suoi amici in precedenza, cioè "The Doctor".

## Formazione
Quella che è considerata la formazione definitiva e storica della E Street Band si delineò nel 1974 durante le sedute di registrazione di Born to Run  e nei concerti di quel periodo. Dal 1975, con l'ingresso in pianta stabile di Steve Van Zandt fino alla scomparsa di Danny Federici nel 2008 e di Clarence Clemons nel 2011, la formazione del gruppo è rimasta praticamente immutata, salvo l'ingresso di Nils Lofgren e di Patti Scialfa nel 1984 dopo il momentaneo abbandono di Van Zandt (ritornato però nel 1995). Se si tiene conto del 1972 come data di fondazione, il membro più longevo del gruppo è stato il bassista Garry Tallent presente in tutti i tour realizzati con Springsteen.
| giugno – luglio 1972 - Greetings from Asbury Park, N.J. | - Bruce Springsteen – voce solista, chitarra, armonica, tastiere, basso elettrico - Clarence Clemons – sassofono, cori, percussioni - David Sancious – pianoforte, organo, tastiere - Garry Tallent – basso elettrico - Vini Lopez – batteria, cori |
| novembre 1972 – giugno 1973 - Tournée | - Bruce Springsteen – voce solista, chitarra, pianoforte, armonica - Clarence Clemons – sassofono tenore, baritono e soprano, cori, percussioni - Danny Federici – organo, pianoforte, fisarmonica, cori - Garry Tallent – basso elettrico, tuba - Vini Lopez – batteria, cori |
| luglio 1973 – febbraio 1974 - The Wild, the Innocent & the E Street Shuffle - Tournée                                                                      | - Bruce Springsteen – voce solista, chitarra, pianoforte, armonica - Clarence Clemons – sassofono, cori, percussioni - David Sancious – pianoforte, organo, tastiere, sassofono - Danny Federici – organo, pianoforte, fisarmonica, cori - Garry Tallent – basso elettrico, tuba, cori - Vini Lopez – batteria, cori |
| febbraio – 14 agosto 1974 - Born to Run - Tournée | - Bruce Springsteen – voce solista, chitarra, pianoforte, armonica - Clarence Clemons – sassofono, cori, percussioni - David Sancious – pianoforte, organo, tastiere - Danny Federici – organo, pianoforte, fisarmonica, glockenspiel, cori - Garry Tallent – basso elettrico, tuba, cori - Ernest Carter – batteria |
| 19 settembre 1974 – luglio 1975 - Born to Run - Born to Run Tour                                                                                           | - Bruce Springsteen – voce solista, chitarra, armonica - Clarence Clemons – sassofono, cori, percussioni - Roy Bittan – pianoforte, tastiere, cori - Danny Federici – organo, fisarmonica, glockenspiel, cori - Garry Tallent – basso elettrico, percussioni, cori - Max Weinberg – batteria - Suki Lahav – violino, cori (fino al marzo del 1975) |
| luglio 1975 – marzo 1984 - Born to Run - Born to Run Tour - Darkness on the Edge of Town - Darkness Tour - The River - The River Tour - Born in the U.S.A. | - Bruce Springsteen – voce solista, chitarra, armonica - Steven Van Zandt – chitarra, cori - Clarence Clemons – sassofono, cori, percussioni - Roy Bittan – pianoforte, sintetizzatore, tastiere, cori - Danny Federici – organo, fisarmonica, glockenspiel, cori - Garry Tallent – basso elettrico, percussioni, cori - Max Weinberg – batteria |
| giugno 1984 – ottobre 1989 - Born in the U.S.A. Tour - Tunnel of Love Express Tour - Human Rights Now! Tour                                                | - Bruce Springsteen – voce solista, chitarra, armonica - Nils Lofgren – chitarra, cori - Clarence Clemons – sassofono, cori, percussioni - Roy Bittan – pianoforte, sintetizzatore, tastiere, cori - Danny Federici – organo, fisarmonica, glockenspiel, cori - Garry Tallent – basso elettrico - Max Weinberg – batteria - Patti Scialfa – cori, chitarra, sintetizzatore con: - The Horns of Love: - Mario Cruz – sassofono - Eddie Manion – sassofono - Mark Pender – tromba - Richie "La Bamba" Rosenberg – trombone - Mike Spengler – tromba |
| gennaio 1995 - Greatest Hits - Blood Brothers | - Bruce Springsteen – voce solista, chitarra, armonica - Nils Lofgren – chitarra, cori - Steven Van Zandt – chitarra, mandolino - Clarence Clemons – sassofono, cori, percussioni - Roy Bittan – pianoforte, sintetizzatore, tastiere, cori - Danny Federici – organo, fisarmonica, sintetizzatore - Garry Tallent – basso elettrico - Max Weinberg – batteria - Patti Scialfa – cori |
| aprile 1999 – luglio 2000 - Reunion Tour - Live in New York City                                                                                           | - Bruce Springsteen – voce solista, chitarra, armonica, pianoforte - Nils Lofgren – chitarra, cori - Steven Van Zandt – chitarra, mandolino, cori - Clarence Clemons – sassofono, cori, percussioni - Roy Bittan – pianoforte, sintetizzatore - Danny Federici – organo, fisarmonica, glockenspiel - Garry Tallent – basso elettrico - Max Weinberg – batteria - Patti Scialfa – cori, chitarra acustica |
| gennaio 2002 – ottobre 2004 - The Rising - The Rising Tour - Vote for Change                                                                               | - Bruce Springsteen – voce solista, chitarra, armonica, pianoforte - Nils Lofgren – chitarra, cori - Steven Van Zandt – chitarra, mandolino, cori - Clarence Clemons – sassofono, cori, percussioni - Roy Bittan – pianoforte, sintetizzatore - Danny Federici – organo, fisarmonica, glockenspiel - Garry Tallent – basso elettrico - Max Weinberg – batteria - Patti Scialfa – cori, chitarra acustica con: - Soozie Tyrell – violino, cori, percussioni |
| marzo – novembre 2007 - Magic - Magic Tour - Working on a Dream                                                                                            | - Bruce Springsteen – voce solista, chitarra, armonica, pianoforte - Nils Lofgren – chitarra, cori - Steven Van Zandt – chitarra, mandolino, cori - Clarence Clemons – sassofono, cori, percussioni - Roy Bittan – pianoforte, sintetizzatore - Danny Federici – organo, fisarmonica, glockenspiel - Garry Tallent – basso elettrico - Max Weinberg – batteria - Patti Scialfa – cori, chitarra acustica con: - Soozie Tyrell – violino, cori, chitarra acustica |
| 24 novembre 2007 – agosto 2008 - Magic Tour | - Bruce Springsteen – voce solista, chitarra, armonica, pianoforte - Nils Lofgren – chitarra, cori - Steven Van Zandt – chitarra, mandolino, cori - Clarence Clemons – sassofono, cori, percussioni - Roy Bittan – pianoforte, sintetizzatore - Garry Tallent – basso elettrico - Max Weinberg – batteria - Patti Scialfa – cori, chitarra acustica con: - Soozie Tyrell – violino, cori, chitarra acustica - Charles Giordano – organo, fisarmonica, pianoforte |
| aprile – novembre 2009 - Working on a Dream Tour | - Bruce Springsteen – voce solista, chitarra, armonica, pianoforte - Nils Lofgren – chitarra, cori - Steven Van Zandt – chitarra, mandolino, cori - Clarence Clemons – sassofono, cori, percussioni - Roy Bittan – pianoforte, sintetizzatore, fisarmonica - Garry Tallent – basso elettrico - Max Weinberg – batteria - Patti Scialfa – cori, chitarra acustica con: - Soozie Tyrell – violino, cori, chitarra acustica - Charles Giordano – organo, fisarmonica, pianoforte - Jay Weinberg – batteria - Curtis King – cori - Cindy Mizelle – cori - Curt Ramm – tromba |
| marzo 2012 – 2013 - Wrecking Ball World Tour | - Bruce Springsteen – voce solista, chitarra, armonica, pianoforte - Nils Lofgren – chitarra, cori - Steven Van Zandt – chitarra, mandolino, cori - Roy Bittan – pianoforte, sintetizzatore - Garry Tallent – basso elettrico, tuba - Max Weinberg – batteria - Patti Scialfa – cori, chitarra acustica con: - Soozie Tyrell – violino, cori, chitarra acustica - Charles Giordano – organo, fisarmonica, pianoforte, glockenspiel - The E Street Horns: - Clark Gayton – trombone, tuba, percussioni - Eddie Manion – sassofono, percussioni - Curt Ramm – tromba, percussioni - Barry Danielian – tromba, percussioni - Jake Clemons – sassofono, cori - The E Street Choir: - Curtis King – cori - Cindy Mizelle – cori - Michelle Moore – cori, rapping - Everett Bradley – cori, percussioni - Tom Morello – chitarra (al posto di Steven Van Zandt nel marzo 2013) |
| gennaio – maggio 2014 - High Hopes Tour | - Bruce Springsteen – voce solista, chitarra, armonica, pianoforte - Nils Lofgren – chitarra, cori - Steven Van Zandt – chitarra, mandolino, cori - Roy Bittan – pianoforte, sintetizzatore - Garry Tallent – basso elettrico, tuba - Max Weinberg – batteria - Patti Scialfa – cori, chitarra acustica con: - Soozie Tyrell – violino, cori, chitarra acustica - Charles Giordano – organo, fisarmonica, pianoforte, glockenspiel - Tom Morello – chitarra (al posto di Steven Van Zandt) - The E Street Horns: - Clark Gayton – trombone, tuba, percussioni - Eddie Manion – sassofono, percussioni - Curt Ramm – tromba, percussioni - Barry Danielian – tromba, percussioni - Jake Clemons – sassofono, cori - The E Street Choir: - Curtis King – cori - Cindy Mizelle – cori - Michelle Moore – cori, rapping - Everett Bradley – cori, percussioni                |
| gennaio 2016 – febbraio 2017 - The River Tour 2016 | - Bruce Springsteen – voce solista, chitarra, armonica, pianoforte - Nils Lofgren – chitarra, cori - Steven Van Zandt – chitarra, mandolino, cori - Roy Bittan – pianoforte, sintetizzatore - Garry Tallent – basso elettrico - Max Weinberg – batteria - Patti Scialfa – cori, chitarra acustica con: - Soozie Tyrell – violino, cori, chitarra acustica - Charles Giordano – organo, fisarmonica, pianoforte, glockenspiel - Jake Clemons – sassofono, cori |
| 2020 - Letter to You | - Bruce Springsteen – voce solista, chitarra, armonica - Nils Lofgren – chitarra, cori - Steven Van Zandt – chitarra, cori - Roy Bittan – pianoforte, cori - Garry Tallent – basso elettrico, cori - Max Weinberg – batteria, cori - Patti Scialfa – cori - Charles Giordano – organo, voce - Jake Clemons – sassofono |
| 2023 - Springsteen and E Street Band 2023 Tour | - Bruce Springsteen – voce solista, chitarra, armonica - Nils Lofgren – chitarra, cori - Steven Van Zandt – chitarra, cori - Roy Bittan – pianoforte, cori - Garry Tallent – basso elettrico, cori - Max Weinberg – batteria, cori - Patti Scialfa – cori - Soozie Tyrell – violino, cori, chitarra acustica - Charles Giordano – organo, voce - Jake Clemons – sassofono con: - The E Street Horns: - Ed Manion – sassofono baritono, sassofono tenore - Ozzie Melendez – trombone - Curt Ramm – tromba - Barry Danielian – tromba - The E Street Choir: - Anthony Almonte – percussioni - Curtis King – cori - Lisa Lowell – cori - Michelle Moore – cori - Ada Dyer – cori |

## Discografia

### Come Bruce Springsteen & The E Street Band
- 1986 – Live/1975-85, quintuplo, dal vivo
- 1996 – Blood Brothers, EP
- 2001 – Live in New York City, doppio, dal vivo
- 2003 – Live in Barcelona, DVD, dal vivo
- 2006 – Hammersmith Odeon London '75, doppio, dal vivo
- 2009 – Greatest Hits, raccolta
- 2010 – London Calling: Live in Hyde Park, DVD, dal vivo
- 2021 – The Legendary 1979 No Nukes Concerts, CD, DVD, doppio, dal vivo

### Con Bruce Springsteen
- 1973 – Greetings from Asbury Park, N.J.
- 1973 – The Wild, the Innocent & the E Street Shuffle
- 1975 – Born to Run (album)
- 1978 – Darkness on the Edge of Town
- 1980 – The River, doppio
- 1984 – Born in the U.S.A.
- 1988 – Chimes of Freedom, EP, dal vivo
- 1995 – Greatest Hits, raccolta contenente nuovi brani
- 1998 – Tracks, quadruplo, raccolta di inediti
- 1999 – 18 Tracks, raccolta di inediti
- 2002 – The Rising
- 2003 – The Essential Bruce Springsteen, triplo, raccolta con inediti
- 2007 – Magic
- 2009 – Working on a Dream
- 2010 – The Promise, doppio, raccolta di inediti
- 2013 – Collection: 1973 - 2012, raccolta
- 2020 – Letter to You

### Altre partecipazioni
- 1977 – Ronnie Spector & the E Street Band, Say Goodbye to Hollywood / Baby Please Don't Go, 45gg, Epic Records 8-50374
- 1979 – AA.VV., No Nukes, LP (triplo), Asylum Records ML-801, come Bruce Springsteen & The E-Street Band
- 1981 – Gary U.S. Bonds, Dedication, LP, EMI America SO-17051, prodotto da Bruce Springsteen e Steve Van Zandt con la partecipazione della E Street Band
- 1982 – Gary U.S. Bonds, On the Line, LP, EMI America SO-17068, prodotto da Bruce Springsteen e Steve Van Zandt con la partecipazione della E Street Band
- 1982 – Little Steven & the Disciples of Soul, Men Without Women, LP, EMI America SN 16401
- 1981 – AA.VV., In Harmony 2, LP, Columbia Records PC 37641, contiene una versione dal vivo del 1975 di Santa Claus Is Coming to Town attribuita al solo Springsteen
- 1987 – AA.VV., A Very Special Christmas, LP, A&M Records Nassau Coliseum, contiene una versione dal vivo del 1980 di Merry Christmas Baby attribuita a Bruce Springsteen & the E Street Band
- 1988 – AA.VV., Folkways: A Vision Shared, LP, Columbia Records OC 44034, tributo a Woody Guthrie e a Leadbelly, contiene due canzoni interpretate da Springsteen con la partecipazione dei membri della E Street Band
- 1992 – Darlene Love, All Alone on Christmas, 45gg, Arista Records 74321 124767, prodotto da Little Steven con la partecipazione dei membri della E Street Band
- 1996 – AA.VV., The Concert For the Rock and Roll Hall of Fame, CD (doppio), Columbia Records C2K 67477, contiene la registrazione del concerto per l'inaugurazione del museo della Rock and Roll Hall of Fame con la partecipazione di Bruce Springsteen & the E Street Band
- 2004 – AA.VV., Enjoy Every Sandwich: The Songs Of Warren Zevon, CD, Artemis Records 51581, tributo a Warren Zavon, contiene My Ride's Here  interpretata da Springsteen con la partecipazione dei membri della E Street Band

### Partecipazioni di due o più membri del gruppo

#### Con Bruce Springsteen

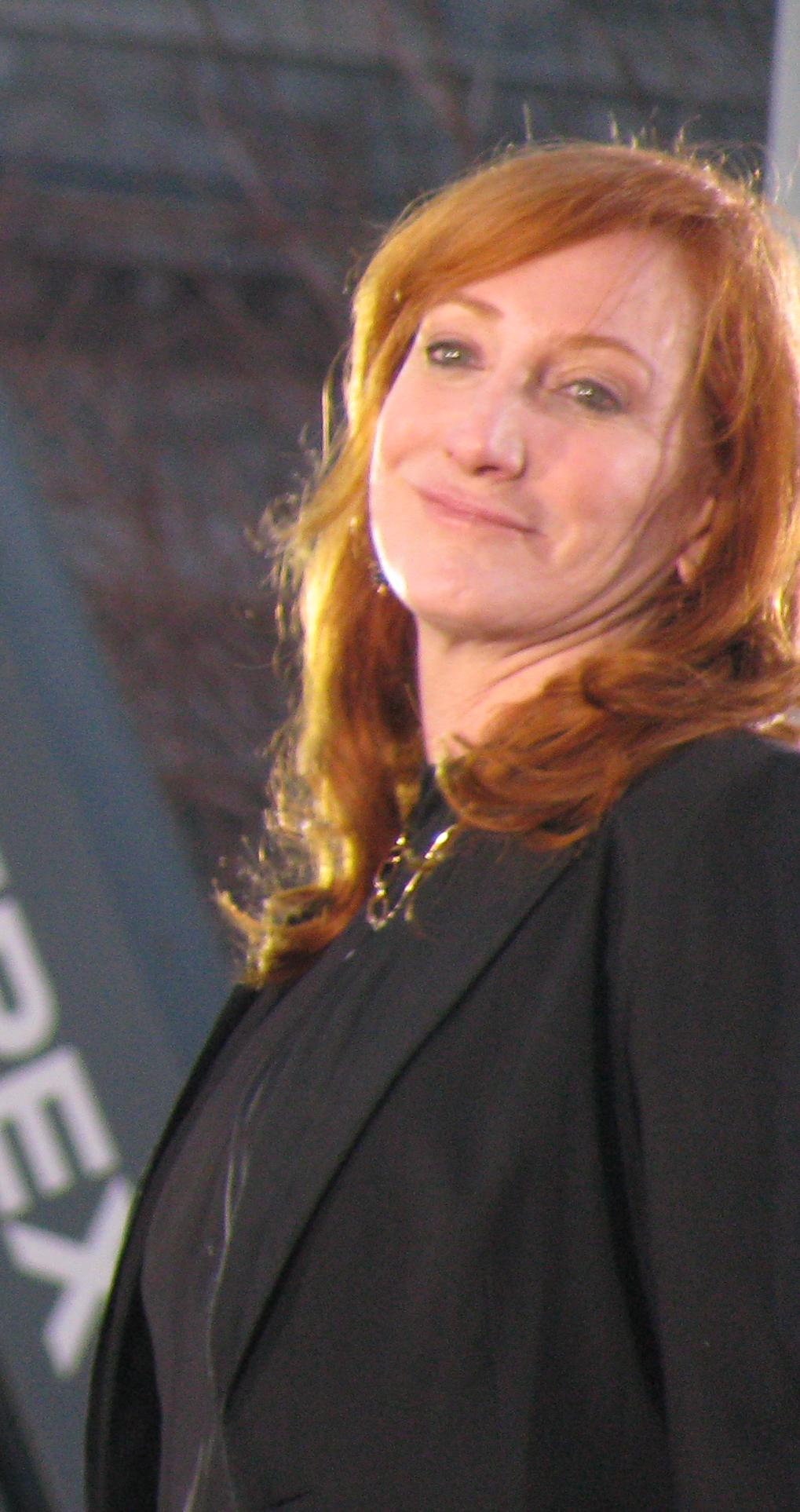
Patti Scialfa nel 2008.

In tutti i dischi di Bruce Springsteen realizzati senza l'esclusivo apporto della E Street Band, salvo Nebraska del 1982, compare qualche componente del gruppo.
Nell'album Tunnel of Love del 1987 Springsteen suonò da solo gran parte degli strumenti con il saltuario contributo degli altri membri del gruppo in ordine sparso (i più presenti sono Weinberg alla batteria e Federici all'organo). Per questo non è considerato in senso stretto un album della E Street Band.
Human Touch e Lucky Town furono realizzati da Springsteen con musicisti diversi da quelli della E Street Band dopo che questa era stata sciolta alla fine del 1989. Solo Roy Bittan e Patti Scialfa parteciparono alle registrazioni e al successivo tour. David Sancious tornò a lavorare con Springsteen dopo 17 anni e suonò in un paio di pezzi nel primo disco, mentre Soozie Tyrell iniziò a collaborare con Springsteen nel secondo come corista.
The Ghost of Tom Joad vede la presenza di Danny Federici, di Garry Tallent e di Soozie Tyrell al violino e come corista insieme a Patti Scialfa. In Devils & Dust, oltre a Patti Scialfa e Soozie Tyrell, compare Danny Federici in un brano.
L'album Wrecking Ball del 2012 fu invece realizzato da Springsteen con un gruppo eterogeneo di musicisti capeggiato dal produttore Ron Aniello e solo Clarence Clemons (alla sua ultima registrazione con Springsteen), Steven Van Zandt, Max Weinberg e Patti Scialfa, compaiono in alcuni brani. I membri aggiuntivi della band, il tastierista Charles Giordano e la violinista Soozie Tyrell, furono invece maggiormente coinvolti.
In High Hopes del 2014 sono presenti tutti i membri del nucleo storico compresi Federici e Clemons in registrazioni effettuate prima della loro scomparsa. Nel disco non vi è però nessuna formale attribuzione alla E Street Band. Springsteen, nei ringraziamenti, cita il nucleo storico della E Street Band e gli altri musicisti che lo hanno accompagnato nei concerti del Wrecking Ball Tour. Negli elenchi dei musicisti che hanno suonato nei singoli brani dell'album, vi è però una chiara differenziazione tra i membri del gruppo storico, i musicisti non strettamente considerati membri (tra i quali Soozie Tyrell e Giordano) e altri musicisti che hanno partecipato a vario titolo alle registrazioni (con un particolare rilievo dato a Tom Morello). Il DVD allegato all'edizione speciale dell'album e che contiene una parte del concerto tenuto a Londra il 30 giugno 2013 con l'esecuzione completa dell'album Born in the U.S.A., è attribuito a Bruce Springsteen and the E Street Band; nei titoli di coda l'elenco dei musicisti è suddiviso tra i membri della E Street Band e i "musicisti aggiuntivi".
- 1987 – Tunnel of Love, partecipano Bittan, Clemons (solo cori), Scialfa, Lofgren, Federici, Tallent, Weinberg
- 1992 – Human Touch, partecipano Bittan, Scialfa, Sancious
- 1992 – Lucky Town, partecipano Bittan, Scialfa, Tallent, Tyrell
- 1993 – In Concert MTV Plugged, partecipano Bittan, Scialfa
- 1995 – The Ghost of Tom Joad, partecipano Federici, Scialfa, Tyrell, Tallent
- 2005 – Devils & Dust, partecipano Federici, Scialfa, Tyrell
- 2006 – We Shall Overcome: The Seeger Sessions, partecipano Scialfa, Tyrell, Giordano
- 2012 – Wrecking Ball, partecipano Van Zandt, Lofgren, Clemons, Weinberg, Scialfa, Tyrell, Giordano
- 2014 – High Hopes, partecipano Van Zandt, Lofgren, Clemons, Weinberg, Bittan, Federici, Tallent e, come musicisti aggiunti Tyrell, Giordano e le formazioni di coristi e fiati aggregati durante il Wrecking Ball Tour
- 2019 – Western Stars, partecipano Scialfa, Tyrell, Giordano e altri musicisti e coristi aggregati durante il Wrecking Ball Tour

#### Altre partecipazioni
Grazie alla reputazione acquisita nella E Street Band al fianco di Bruce Springsteen, i componenti del gruppo hanno partecipato nel corso degli anni alla realizzazione di dischi di molti artisti esterni. Non considerando le molte partecipazioni in dischi solisti di altri membri del gruppo, i più attivi sono stati Steve Van Zandt anche come produttore (ad esempio per l'amico Southside Johnny), Clarence Clemons, Roy Bittan e Max Weinberg che hanno collaborato a diversi dischi di successo. Nils Lofgren già prima di entrare nel gruppo aveva una sua carriera solista e aveva fatto parte dei Crazy Horse al fianco di Neil Young. David Sancious, lasciato Springsteen, ha lavorato in proprio e poi al fianco di artisti come Stanley Clarke, Peter Gabriel, Sting, Carlos Santana, Eric Clapton e Zucchero Fornaciari.
- 1976 – David Bowie, Station To Station, LP, RCA Victor Apli 1327, partecipa Roy Bittan
- 1976 – Southside Johnny and the Asbury Jukes, I Don't Want to Go Home, LP, Epic Records PE 34180, prodotto da Steven Van Zandt, partecipa Clarence Clemons
- 1977 – Southside Johnny and the Asbury Jukes, This Time It's for Real, LP, Epic Records PE 34668, prodotto da Steven Van Zandt, partecipa Ernest "Boom" Carter
- 1977 – Meat Loaf, Bat Out of Hell, LP, Cleveland International Records/Epic Records PE 34974, partecipazione di Roy Bittan e Max Weinberg
- 1978 – Southside Johnny and the Asbury Jukes, Hearts of Stone, LP, Epic Records PE 35488, prodotto da Steven Van Zandt, partecipa Max Weinberg
- 1979 – Ian Hunter, You're Never Alone With A Schizophrenic, LP, Chrysalis Records CHR 1214, partecipano Roy Bittan, Max Weinberg, Garry Tallent
- 1980 – Dire Straits, Making Movies, LP, Vertigo Records, partecipa Roy Bittan
- 1980 – Garland Jeffreys, Escape Artist, LP, Epic Records JE 36983, partecipano Roy Bittan, Danny Federici
- 1981 – Meat Loaf, Dead Ringer, LP, Epic Records FE 36007, partecipazione di Roy Bittan e Max Weinberg
- 1981 – Jim Steinman, Bad for Good, LP, Epic Records FE 36531, partecipano Roy Bittan, Max Weinberg
- 1983 – Bonnie Tyler, Faster Than the Speed of Night, Columbia Records 141727, partecipano Roy Bittan e Max Weinberg
- 1985 – Artists United Against Apartheid, Sun City, LP, Manhattan Records 24 0467 1, prodotto da Little Steven, partecipano Bruce Springsteen, Clarence Clemons
- 1986 – Jersey Artists for Mankind, We Got the Love/Save Love, Save Life, 45gg, Arista Records 108 258, prodotto da Garry Tallent, partecipano Bruce Springsteen, Clarence Clemons, Nils Lofgren, Max Weinberg, Ernest Carter
- 1986 – Bonnie Tyler, Secret Dreams and Forbidden Fire, Columbia Records C 40312, partecipano Roy Bittan e Max Weinberg
- 1990 – Ringo Starr, Ringo Starr and His All-Starr Band..., LP, Ryko Analogue EMI 038-79 5372 1, partecipano Clarence Clemons, Nils Lofgren
- 1991 – Bob Dylan, The Bootleg Series Volumes 1-3 (Rare & Unreleased) 1961-1991, CD (triplo), Columbia Records C3K 47382, partecipano Roy Bittan, Steven Van Zandt
- 1991 – Southside Johnny and the Asbury Jukes, Better Days, CD, Impact Records CDP 745025-2, prodotto da Steven Van Zandt, partecipano Bruce Springsteen, Garry Tallent, Max Weinberg